# Lumsden Cummings
Lumsden Cummings (ur. 20 lipca 1896 w Ottawie, zm. 21 grudnia 1955 w Toronto) – kapitan Royal Flying Corps, kanadyjski as myśliwski No. 1 Squadron RAF.
Lumsden Cummings urodził się w Ottawa,  w Kanadzie.  Do RFC został przeniesiony w październiku 1915 roku, w sierpniu 1917 roku został przydzielony do No. 1 Squadron RAF.
Pierwsze zwycięstwo powietrzne odniósł 20 września 1917 roku. Było to zwycięstwo nad samolotem typu C w okolicach Gheluvelt. 1 października 1917 odniósł dwa zwycięstwa powietrzne, jedno wspólnie z innymi pilotami jednostki. Ostatnie zwycięstwo odniósł 24 listopada 1917 roku. W okolicach Moorslede zestrzelili niemiecki samolot Albatros D.V. 10 lutego 1918 roku Cummings został hospitalizowany i nie powrócił na front.